# Emil Herzog
Emil Herzog (* 6. října 2004) je německý profesionální silniční cyklista jezdící za UCI WorldTeam Red Bull–Bora–Hansgrohe.

## Hlavní výsledky
2021
Národní šampionát
 vítěz časovky juniorů
vítěz Gippinger Radsporttage
Course de la Paix Juniors
2. místo celkově
 vítěz soutěže mladých jezdců
 vítěz sprinterské soutěže
Aubel–Thimister–Stavelot
3. místo celkově
 vítěz soutěže mladých jezdců
vítěz etapy 2a (TTT)
3. místo Eröffnungsrennen Leonding
Internationale Juniorenrundfahrt
4. místo celkově
 vítěz soutěže mladých jezdců
4. místo Kirschblütenrennen
Mistrovství Evropy
8. místo časovka juniorů
8. místo Main-Spessart Rundfahrt
2022
Mistrovství světa
 vítěz silničního závodu juniorů
 3. místo časovka juniorů
Národní šampionát
 vítěz silničního závodu juniorů
2. místo časovka
Internationale Cottbuser Junioren-Etappenfahrt
 celkový vítěz
 vítěz sprinterské soutěže
vítěz 1. etapy
Ain Bugey Valromey Tour
 celkový vítěz
vítěz 3. etapy
Grand Prix Rüebliland
 celkový vítěz
vítěz 1. etapy
Course de la Paix Juniors
 celkový vítěz
vítěz Grand Prix d'Erstein
vítěz Grand Prix West Bohemia
vítěz Giro di Primavera
Tour du Pays de Vaud
vítět 3. etapy (ITT)
Mistrovství Evropy
 3. místo časovka juniorů
5. místo Paříž–Roubaix Juniors
2023
7. místo G.P. Palio del Recioto